# Danny Rolling
Daniel Harold "Danny" Rolling (26 de maio de 1954 – 25 de outubro de 2006), também conhecido como "O Estripador de Gainesville", foi um assassino em série americano que matou cinco estudantes em Gainesville, Flórida, ao longo de quatro dias, em agosto de 1990. Rolling confessou, posteriormente, que violou várias das suas vítimas, um triplo homicídio em Shreveport, Louisiana, e uma tentativa de homícidio do seu progenitor em maio de 1990. Em suma, Rolling confessou ter matado oito pessoas. Danny Rolling foi condenado à morte e executado por injeção letal em 2006. 
Na prisão, foi diagnosticado com transtorno de personalidade antissocial, transtorno de personalidade borderline e parafilia. Quando perguntado sobre o motivo que o levou a cometer os crimes, Rolling alegou que pretendia tornar-se uma “Superstar” como Ted Bundy. As suas vítimas assemelhavam-se em questão de aparência física, todas eram de pele branca, cabelos e olhos castanhos, assim como a sua mãe. 

Seus crimes serviram de inspiração para Kevin Williamson escrever o roteiro que se tornaria o filme Scream de 1996, usando detalhes dos crimes como o fato de que Rolling usava máscara, se vestia de preto, invadia à noite e usava uma faca de caça, que no caso dos crimes uma Ka-bar, elementos esses presentes e semelhantes no filme slasher. 